# 莫拉萊斯 (考卡省)
莫拉萊斯是哥倫比亞的城鎮，位於該國西南部，由考卡省負責管轄，距離首府波帕揚41公里，始建於1806年10月7日，面積265平方公里，海拔高度1,635米，2005年人口24,381。
2°45′37″N 76°38′02″W / 2.76028°N 76.6339°W